# 吉尔达
《吉尔达》是一部1946年美国黑色电影，由查尔斯·维多执导，丽塔·海华丝、格伦·福特主演，在1946年的首届戛纳电影节首映。在后世作为邪典电影备受追捧。2013年，它被美国国会图书馆录入國家影片登記表。

## 剧情
刚到阿根廷布宜诺斯艾利斯的美国人约翰尼·法雷尔（Johnny Farrell）透过作弊靠花旗骰赢得了一大笔钱。有人试图黑吃黑，但被一名紳士救下。來人自稱巴林·蒙德森（Ballin Mundson），推薦法雷到另一家高級賭場試手氣。法雷尔在該賭場又靠二十一点作弊获胜，但被逮住带到赌场老板处，老板正是蒙德森。蒙德森要求法雷尔立即離去，永不出入當地賭場。但法雷尔以自己的身手说服蒙德森，讓他在場子裡任職會很有用處。
隨著蒙德森的賭場大發利市，法雷尔也迅速成為蒙德森的好友與副手，並與賭場清潔工等上下人等交好。蒙德森向他介紹自己閃電結婚的新婚妻子吉尔达（Gilda），察覺到兩人都不太自在，以為兩人間有莫名的敵意，卻不知他們本已相识。
两名德国幫派份子找上蒙德森，想要接管原来他们组织放在蒙德森名下的一个钨卡特尔遭拒。法雷尔願意幫忙，但蒙德森堅持自己處理。他要法雷尔将吉尔达带到安全的地方，自己用計杀了其中一名德国人。但法雷尔與吉尔达原是怨偶，他看出蒙德森真心愛著吉尔达，但女方卻不斷招蜂引蝶。他力勸吉尔达趁早離開未果，卻與她在愛恨交加中逐漸舊情復燃。蒙德森意外撞破後摔门而去。法雷尔在后追赶，警方也因命案而追緝上來。蒙德森逃亡用的私人飞机在眾人眼前爆炸坠海。眾人皆當他已死，卻不知是蒙德森的金蟬脫殼之計。
吉尔达继承了蒙德森的遗产并和法雷尔结婚。法雷尔接管一切後，一心为蒙德森报仇，让手下日夜跟踪著她，令愛交際的愛吉尔無人敢近，等於被軟禁在城裡。她逃到紐約，卻又被騙了回來。但他仍然愛她，終於願意放她返鄉，或是兩人一起走。意外現身的蒙德森打算杀死互訴愛意的两人，却誤中機關。刑警適時出現，向法雷尔問出蒙德森犯罪證據所在後放兩人離去，聲稱蒙德森之前早己「死於空難」。法雷尔和吉尔达和解後一同離去。

## 评价
电影刚上映时，《综艺》对其表示赞赏，认为它很好地体现了海华丝的性感。
《影音俱樂部》说：“《吉尔达》的部分魅力在于它使致命女郎的形象复杂化”，但对黑色电影来说不寻常的幸福结局却不是一个很好的选择。

## 逸事

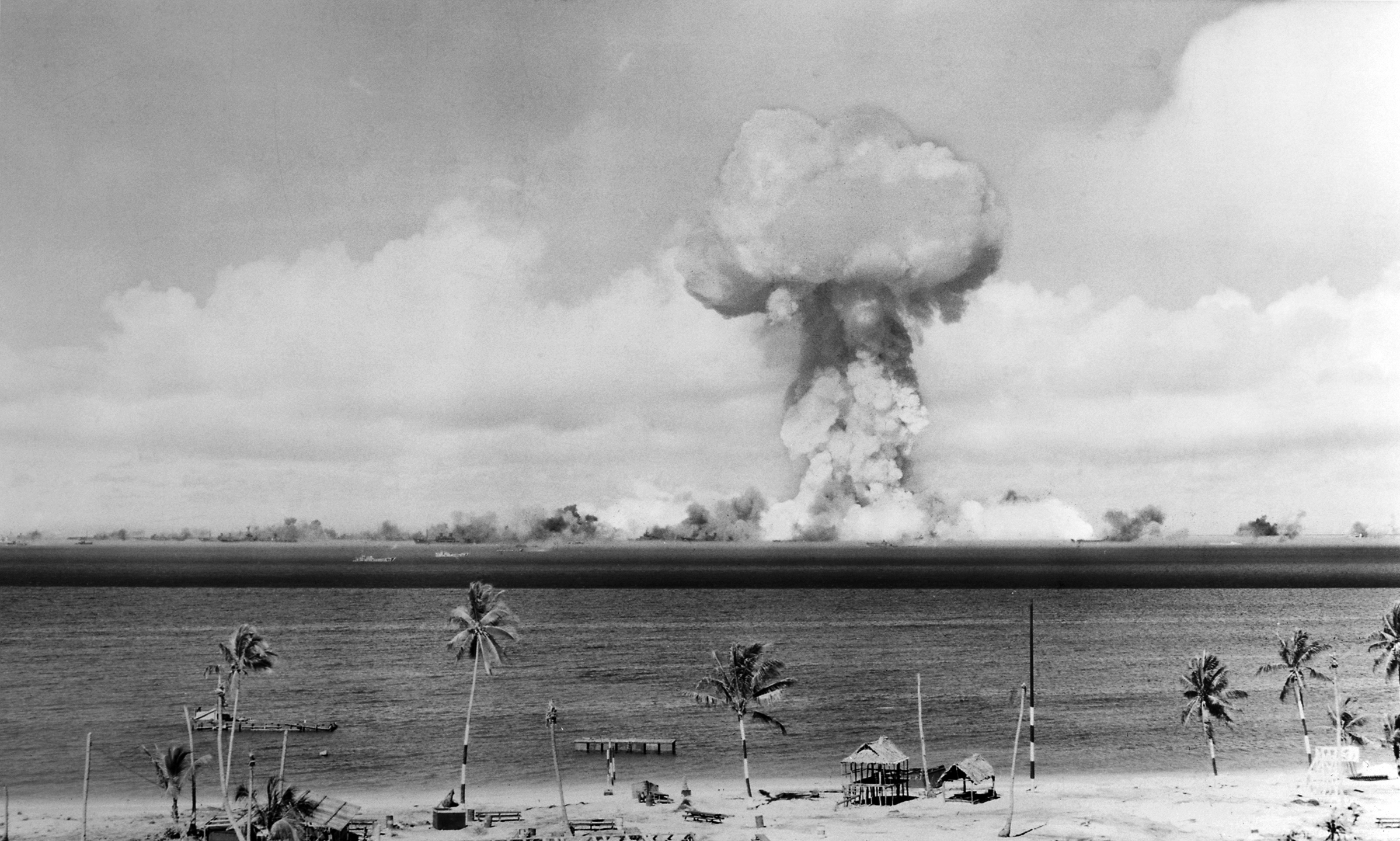
1946年7月1日引爆的核弹“吉尔达”。

《吉尔达》上映后，太平洋马绍尔群岛比基尼环礁上进行了一场核实验。有史以来第四颗被引爆的原子弹上面装饰着一张海华丝的照片并写有“Gilda”（也就是这颗原子弹的名字）字样。军方本意是恭维海华丝，但后者却认为这是很大的冒犯。:129–130

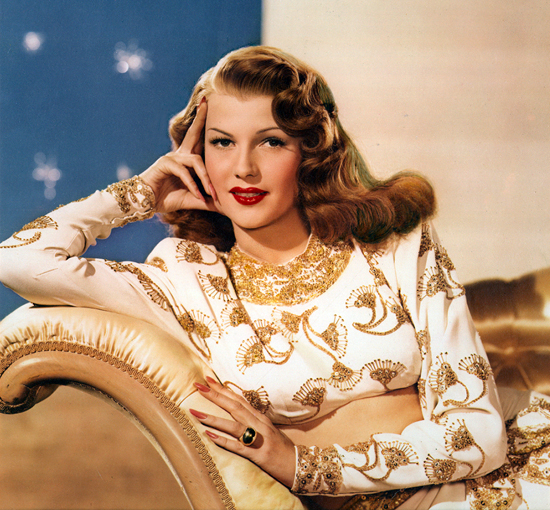
海华丝的服饰

海华丝剧中穿过的一套衣服在2014年11月24日于纽约邦瀚斯拍卖 。成交预估价在40,000到60,000美元之间，最终以161,000美元（相当于2024年的$214,000）成交。 
刺激1995在獄中放映的片段即海华丝在本片中的經典鏡頭。